# Kalofer
Kalofer (bulharsky Калофер) je město ležící ve středním Bulharsku na jižních svazích Staré planiny, na horním toku řeky Tundža. Nachází se 17 km od Karlova, správního střediska stejnojmenné obštiny, a má přibližně 2 600 obyvatel.

## Historie
Traduje se, že sídlo bylo založeno v roce 1533 bulharskými zbojníky poté, co jim sultán dovolil se usadit pod podmínkou, že přestanou narušovat obchodní cesty. Postupně se rozrůstalo a přeměnilo se na významné kulturní a obchodní středisko. Město bylo obýváno téměř výhradně Bulhary. Poprvé se písemně připomíná v roce 1576 jako Kalufer Derbent. V roce 1640 zde byl založen mužský klášter a v roce 1700 ženský. Na přelomu 18. a 19. století bylo dvakrát vypáleno krdžaliji, což byli propuštění vojáci z osmanské armády. Nicméně město se záhy vzpamatovalo a v polovině 19. století bylo značně bohaté a nazývalo se Altın Kalofer, turecky Zlatý Kalofer. Američtí misionáři, kteří město navštívili v roce 1863, zde napočítali 7 500 obyvatel.
V průběhu rusko-turecké války byl Kalofer vypálen tureckou armádou, přičemž zemřelo 500 obyvatel, především starých, kteří nestačili utéct do hor. Poté se stal součástí Východní Rumélie, která byla sjednocena s Bulharskem v roce 1908.

## Obyvatelstvo
K 15. září 2024 ve městě žilo 2 587 obyvatel a bylo zde trvale hlášeno 2 782 obyvatel. Podle sčítání 1. února 2011 bylo národnostní složení následující:
- Bulhaři: 2 802 (98.4 %)
- Romové: 43 (1.5 %)
- ostatní[p 2]: 4 (0.1 %)

## Hospodářství
Je zde rozvinutá rukodělná výroba turistických suvenýrů, především textilu. V zemědělství hlavní podíl zaujímá pěstování růží, za účelem výroby růžového oleje.